# Pierpont Davis
Francis Pierpont Davis (* 27. Dezember 1884 in Baltimore; † 15. Juli 1953 in Los Angeles) war ein US-amerikanischer Segler.

## Erfolge
Pierpont Davis, der für den California Yacht Club segelte, wurde 1932 in Los Angeles bei den Olympischen Spielen in der 8-Meter-Klasse Olympiasieger. Er war Crewmitglied des von Skipper Owen Churchill angeführten Bootes Angelita, das sämtliche vier Wettfahrten gewann und damit vor dem einzigen anderen Boot, der Santa Maria aus Kanada, den ersten Platz belegte. Bei den Ausscheidungswettkämpfen für die Spiele war Davis als Skipper hinter Owen Churchill, der Davis’ Schwager war, nur Zweiter geworden. Churchill nahm jedoch ihn und sämtliche seiner Crewmitglieder als Ersatzmänner zu den Spielen mit und setzte diese auch bei einzelnen Wettfahrten ein, sodass neben Davis und Churchill auch John Biby, Alphonse Burnand, Thomas Webster, William Cooper, Kenneth Carey, Karl Dorsey, John Huettner, Alan Morgan, Richard Moore und Robert Sutton die Goldmedaille erhielten. Davis fungierte bei den Spielen 1932 auch als Wettkampfrichter.
Er besuchte das Baltimore City College und das Maryland Institute College of Art. 1910 gründete er sein eigenes Architekturbüro.